# Saint-Vincent-de-Tyrosse
Saint-Vincent-de-Tyrosse é uma comuna francesa na região administrativa da Nova Aquitânia, no departamento Landes. Estende-se por uma área de 20,97 km². Em 2010 a comuna tinha 7 928 habitantes (densidade: 378,1 hab./km²).